# Де Бер, Вим
Вилхелмюс Йоаннес Мария (Вим) де Бер (нидерл. Wilhelmus Joannes Maria (Wim) de Beer, 30 августа 1932, Тилбург — 9 июля 2008, там же) — нидерландский хоккеист (хоккей на траве), нападающий.

## Биография
Вим де Бер родился 30 августа 1932 года в нидерландском городе Тилбург. Отец — Йоаннес Норбертюс Корнелис Мария де Бер, мать — Мари Тереза Аугюста Хенритте Йозефа Янссен. Оба родителя были родом из Тилбурга — они поженились в ноябре 1929 года. В их семье воспитывалось ещё два сына: Петрюс Хенрикюс Мария и Норбертюс (Барт).
Играл в хоккей на траве за «Тилбург», в 1960 году стал чемпионом Нидерландов.
В составе сборной Нидерландов по хоккею на траве дебютировал 22 марта 1958 года в матче против сборной Шотландии. В 1960 году вошёл в состав сборной на Олимпийских играх в Риме, занявшей 9-е место. Играл на позиции нападающего, провёл на турнире 6 матчей, забил 4 мяча (два в ворота сборной Бельгии, по одному — Новой Зеландии и Франции). Всего за сборную провёл 29 матчей и забил 27 голов.
Был женат на Нетти Хофланд, есть сын Дорюс.
Умер 9 июля 2008 года в Тилбурге в возрасте 75 лет. Похоронен на местном кладбище Гилзербан.